# Ben Venue
Le Ben Venue (A'Bheinn Mheanbh en gaélique écossais) est une montagne du massif écossais des Trossachs. Son nom gaélique signifie « montagne de la caverne ».

## Topographie
Le sommet du Ben Venue se dresse à environ deux kilomètres au sud-ouest du loch Katrine. Au pied de la montagne, près des rives du loch, se trouve le Bealach nam Bò (« Passe du Bétail » en gaélique écossais), par où transitaient les troupeaux volés autrefois.
Le Ben Venue possède deux sommets distincts, proches l'un de l'autre. Le repère géodésique du sommet est se situe à une altitude de 727 mètres et est souvent considéré comme étant le point culminant de l'ensemble du Ben Venue. Toutefois, le sommet ouest est légèrement plus élevé, se dressant à 729 mètres d'altitude.
Il est possible de voir, un jour clair, depuis l'un des sommets, le Firth of Forth, la Clyde, ainsi que les îles d'Arran et de Jura. Plus près sont visibles le loch Katrine et les sommets du Ben A'an, du Ben More, du Stob Binnein, du Ben Lomond et la chaîne des Arrochar Alps.

## Randonnées
Le Ben Venue est un site populaire de randonnées, accessible depuis le sentier de Ledard à partir du loch Ard ou depuis le loch Achray ; chacun de ces sentiers a une longueur d'environ cinq kilomètres. L'abord depuis le loch Katrine est très fortement déconseillé en raison des pentes importantes et de la présence de falaises, malgré la présence de sentiers sur ce versant.